# Chaetarcturus cryophilus
Chaetarcturus cryophilus är en kräftdjursart som beskrevs av Hille, Held och Johann-Wolfgang Wägele 2002. Chaetarcturus cryophilus ingår i släktet Chaetarcturus och familjen Antarcturidae. Inga underarter finns listade i Catalogue of Life.